# Protankyra benedeni
Protankyra benedeni is een zeekomkommer uit de familie Synaptidae.
De wetenschappelijke naam van de soort werd in 1881 gepubliceerd door Hubert Ludwig.